# Lonja del Almidón

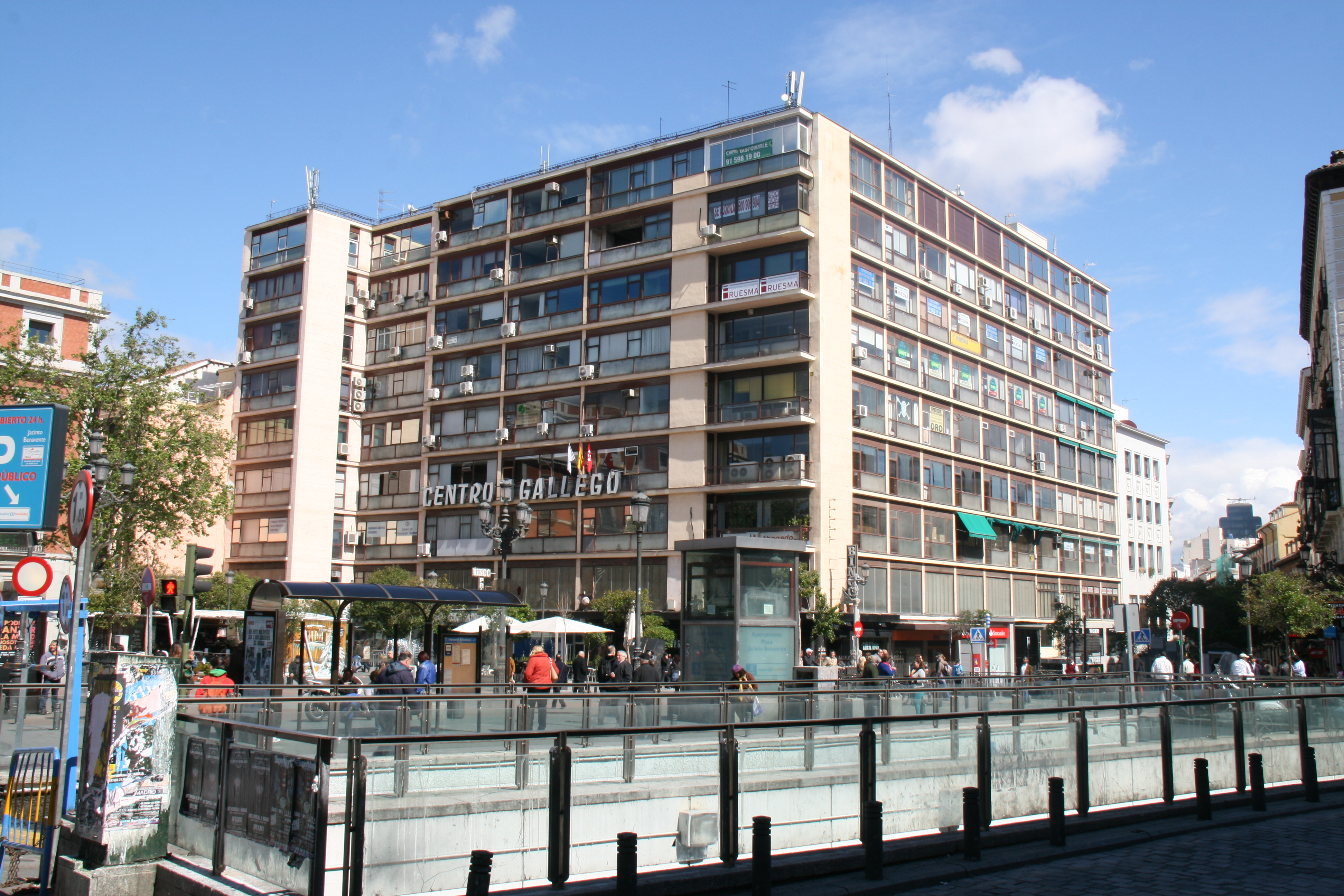
El solar del edificio del Centro Gallego formó parte de la Lonja.

La Lonja del Almidón fue un mercado madrileño que ocupaba parte del espacio de la plaza de Jacinto Benavente (adyacente a la calle de Carretas). Fue en 1926 cuando se demolió la lonja, dejando un local vacante para la plaza. El local es mencionado por Benito Pérez Galdos (Fortunata y Jacinta) debido a la cercanía que tenía con la Puerta del Sol, lugar de algunas de sus novelas. Fue un local de empeños muy popular debido a la localización del mismo.

## Historia
La lonja del almidón fue creada en los años cuarenta del siglo XIX. Es posible que fuera un local dedicado a despachar almidón. Algunas descripciones del local apuntan su ubicación inicial en la plaza del Ángel. La Lonja del Almidón era la casa de cambios más popular de toda la capital, un comercio en el que se despachaba bacalao o chocolate junto con monedas de oro. Al comienzo del siglo XX el negocio sigue combinando el cambio de moneda con el comercio de ultramarinos.